# Tu viện Haghpat
Tu viện Haghpat, còn được gọi là Haghpatavank (tiếng Armenia: Հաղպատավանք) là một tổ hợp tu viện thời Trung Cổ nằm tại Haghpat, Lori, Armenia.
Được thành lập bởi Nữ hoàng Khosrovanuysh, là vợ của vua Ashot III có lẽ là vào khoảng năm 976. Gần đó là tu viện Sanahin cũng được xây dựng trong cùng khoảng thời gian.
Tu viện nằm hướng ra sông Debed, trên một nửa sườn đồi, đủ để bảo vệ và che giấu nó khỏi những con mắt tò mò và cũng để thể hiện sự khiêm nhường. Nó được xây dựng trên một doi đất xanh tươi giữa một đài vòng đồi thấp, bao quanh không xa là những làng ấp Haghpat. Phía đối diện về phía dòng sông là một đỉnh núi cao 2.500 mét.
Lớn nhất trong quần thể này là nhà thờ chính tòa của Surb Nishan có lẽ được bắt đầu xây dựng từ năm 976 và hoàn thành vào năm 991 bởi vua Smbat II. Đó là một ví dụ điển hình của kiến trúc Armenia thế kỷ thứ 10, với một mái vòm trung tâm nằm trên bốn cột trụ lớn của các bức tường mặt bên. Các mặt tường ngoài rải rác là những hốc kiến trúc hình tam giác. Một bức bích họa trên vòm bán nguyệt mô tả Christ Pantocrator. Tài trợ chi phí cho công trình là Hoàng tử Armenia Khutulukhaga được mô tả ở phía nam gian ngang nhà thờ. Những người con trai của người sáng lập nhà thờ, hoàng tử Smbat và Kurike được hiển thị với Nữ hoàng Khosravanuysh trong một bức phù điêu ở phía đông đầu hồi. Ngoài một hoặc hai lần phục hồi được thực hiện trong thế kỷ 11 và 12, còn lại nhà thờ vẫn giữ được nét nguyên bản của nó.
Một cấu trúc khác được bảo tồn tốt là Nhà thờ Sourb Grigor được xây dựng từ năm 1005. Hai nhà nguyện phụ đã được thêm vào nhà thờ ban đầu. Cái lớn hơn được xây vào đầu thế kỷ 13 và cái nhỏ hơn được gọi là "Ngôi nhà Hamazasp" được xây dựng vào năm 1257. Năm 1245, một tháp chuông đứng cao ba tầng được xây dựng. Các bổ sung khác trong thế kỷ 13 bao gồm nhà nguyện Sourb Astvatsatsin, phòng viết tu viện, và một phòng ăn tu viện lớn nằm ngoài tu viện. Một số đá Khachkar (đá chữ thập Armenia) lộng lấy thế kỷ 11 và 13 nằm trong ranh giới tu viện, nổi tiếng nhất trong đó là phiến đá "Amenaprkich", đã tồn tại từ năm 1273.
Tu viện đã bị hư hại nhiều lần. Vào khoảng năm 1130, một trận động đất đã phá hủy một phần của Tu viện Haghpat và nó không được phục hồi cho đến 50 năm sau. Nó cũng chịu nhiều cuộc tấn công từ các lực lượng vũ trang trong nhiều thế kỷ tồn tại và từ một trận động đất lớn khác vào năm 1988. Tuy nhiên, phần lớn quần thể vẫn còn nguyên vẹn và tồn tại đến ngày nay mà không có sự thay đổi đáng kể.
Ngày nay, nó là một địa điểm du lịch phổ biến, một Di sản thế giới được UNESCO công nhận như là một  kiệt tác của kiến trúc tôn giáo, một trung tâm học tập lớn thời Trung Cổ. Cùng với tu viện Sanahin, cả hai đại diện cho sự nở hoa cao nhất của kiến trúc tôn giáo Armenia, mang phong cách độc đáo được phát triển từ sự pha trộn các yếu tố của kiến trúc giáo hội Byzantine và kiến trúc địa phương truyền thống vùng Causian.